# Angle díedre

Representació axonomètrica d'un angle diedre de 90°.

Un angle díedre és cadascuna de les parts de l'espai delimitades per dos semiplans que parteixen d'una aresta comuna. És un concepte geomètric ideal i només és possible representar-lo parcialment com dos paral·lelograms amb un costat comú, que simbolitzen dos semiplans. El valor d'un angle díedre és l'amplitud del menor angle possible que formen dues semirectes pertanyents una a cada semiplà. S'obté prenent un pla auxiliar perpendicular a la recta comuna, sent l'obertura de les semirectes intersecció la mesura de l'angle díedre. A la imatge les dues vores davanteres o del darrere dels semiplans (representats per rectangles a la imatge), si són perpendiculars a la recta comuna, serveixen com referència per a mesurar l'angle díedre. En geometria descriptiva s'utilitzen com a plans de referència els formen un angle díedre de 90°.

## Definicions
En geometria, l'angle entre dos plans s'anomena el seu angle díedre. L'angle díedre {\displaystyle \phi _{AB}} entre dos plans notats A i B és l'angle entre els seus dos vectors normals {\displaystyle \mathbf {n} _{A}} i {\displaystyle \mathbf {n} _{B}:}
{\displaystyle \cos \phi _{AB}=\mathbf {n} _{A}\cdot \mathbf {n} _{B}.}
Un angle díedre pot tenir signe; per exemple, l'angle díedre {\displaystyle \phi _{AB}} es pot definir com l'angle que ha de girar el pla A entorn de la línia d'intersecció amb el pla B per alinear-lo amb B.
Llavors, {\displaystyle \phi _{AB}=-\phi _{BA}}. Per precisió, s'hauria d'especificar l'angle o el seu suplementari, ja que hi ha dues rotacions que fan que els plans coincideixin.

Figura 1: Angle díedre de tres vectors, definit com a angle esfèric exterior. Els segments negres més llargs i més curts són arcs de les circumferències grans que passen per i i per i, respectivament.

Figura 2: Angle díedre definit per tres vectors d'enllaç (mostrats en vermell, verd i blau) que connecten quatre àtoms.

Figura 3: Angle díedre definit per tres vectors d'enllaç (mostrats en vermell, verd i blau) que connecten quatre àtoms. En aquesta perspectiva, el segon vector d'enllaç (verd) vs cap a fora de la pàgina.

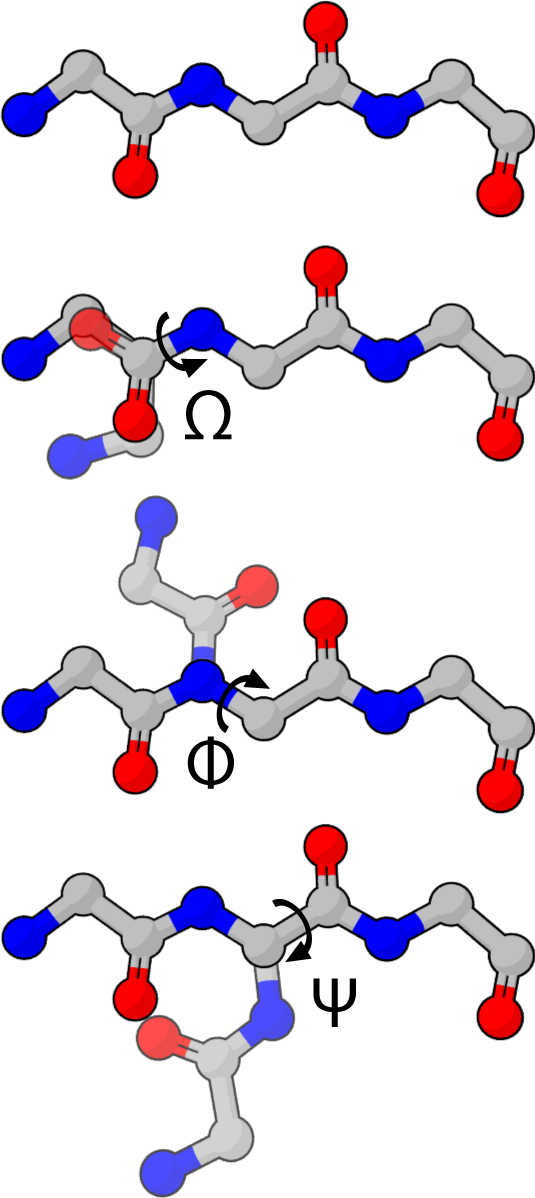
Figura 4: Els angles díedre de d'unes proteïnes.

Ja que un pla es pot definir d'unes quantes maneres (p. ex., per vectors o punts en ells, o pels seus vectors normals), hi ha unes quantes definicions equivalents d'un angle díedre.
Qualsevol pla pot ser definit per dos vectors no colineals que pertanyin al pla; agafant el seu producte vectorial i normalitzant el resultat s'obté el vector unitari normal al pla.
Així, un angle díedre es pot definir per quatre, vectors no colineals dos a dos.
També es pot definir l'angle díedre de tres vectors no collineals {\displaystyle \mathbf {b} _{1}}, {\displaystyle \mathbf {b} _{2}} i {\displaystyle \mathbf {b} _{3}} (mostrats en vermell, verd i blau, respectivament, a la Figura 1). Els vectors {\displaystyle \mathbf {b} _{1}} i {\displaystyle \mathbf {b} _{2}} defineixen el primer pla, mentre que els {\displaystyle \mathbf {b} _{2}} i {\displaystyle \mathbf {b} _{3}} defineixen el segon pla. L'angle díedre es correspon a un angle esfèric exterior (Figura 1), que és una magnitud amb signe ben definida.
{\displaystyle \phi =\mathrm {atan2} \left(|\mathbf {b} _{2}|\mathbf {b} _{1}\cdot [\mathbf {b} _{2}\times \mathbf {b} _{3}],[\mathbf {b} _{1}\times \mathbf {b} _{2}]\cdot [\mathbf {b} _{2}\times \mathbf {b} _{3}]\right)}
on els dos arguments atan2 tenen en compte el signe.

## Angles díedre en políedres
Cada políedre, regular o irregular, convex o còncau, té un angle díedre a cada aresta.
Un angle díedre (també anomenat l'angle entre cares) és l'angle intern en el qual es troben dues cares adjacents. Un angle de zero graus significa que els vectors normals a la cara són antiparal·lels i les cares s'encavalquen l'una amb l'altra (Part que implica un políedre degenerat). Un angle de 180 graus significa que les cares són paral·leles (com en un enrajolat pla uniforme). Un angle més gran que 180 apareix en zones còncaves d'un poliedre.
En un políedre transitiu respecte de les arestes tots els angles díedres tenen el mateix valor. Això inclou els 5 sòlids platònics, els 4 Políedres de Kepler-Poinsot, els dos sòlids quasi regulars, i els dos sòlids duals dels quasiregulars.

## Angles díedre de quatre àtoms
En bona aproximació, les distàncies d'enllaç i els angles d'enllaç de la majoria de les molècules no canvien entre síntesi i degradació. Per això, l'estructura d'una molècula es pot definir amb alta precisió pels angles díedre entre tres vectors successius d'enllaç químic (Figura 2). L'angle díedre {\displaystyle \phi } fa variar només la distància entre els àtoms primer i quart; les altres distàncies interatòmiques queden restringides per les llargades d'enllaç químic i els angles de l'enllaç.
Per visualitzar l'angle díedre de quatre àtoms, és útil mirar el segon vector d'enllaç (Figura 3) davall. El primer àtom és a les 6 en punt, el quart àtom aproximadament és a les 2 en punt i els segons i tercers àtoms estan situats en el centre. El segon vector d'enllaç va cap a fora de la pàgina. L'angle díedre {\displaystyle \phi } és l'angle en sentit contrari de les agulles del rellotge format pels vectors {\displaystyle \mathbf {b} _{1}} (vermell) i {\displaystyle \mathbf {b} _{3}} (blau). Quan el quart àtom eclipsa el primer àtom, l'angle díedre és zero; quan els àtoms estan exactament enfrontats (com a la Figura 2), l'angle díedre és de 180°.

## Angles díedre de molècules biològiques
Els angles díedre de les cadenes de proteïnes s'anomenen φ; (phi, fa referència als àtoms de la cadena C'-N-Cα-C'), ψ; (psi, fa referència als àtoms de la cadena N-Cα-C'-N) i ω; (omega, fa referència als àtoms de la cadena Cα-C'-N-Cα). Així, φ; controla la distància dels enllaços C'-C', ψ; controla la distància dels N-N i ω; controla la distància dels Cα-Cα.
La planitud de l'enllaç peptídic normalment restringeix {\displaystyle \omega } a 180° (el cas típic d'enllaç trans) o 0° (el cas rar d'enllaç cis). La distància entre els àtoms de Cα en els ((trans i cis isòmers és aproximadament 3.8 i 2.9 Å, respectivament. El cis isòmer s'observa principalment en enllaços peptídics Xaa-Pro (on Xaa és algun aminoàcid).
Els angles díedres de les cadenes laterals de proteïnes es denoten com χ1-χ₅, depenent de la distància cap amunt del sidechain. L'angle díedre de χ1 està definit peles àtoms 
N-Cα-Cβ-Cγ, l'angle díedre de χ₂ està definit pels àtoms 
Cα-Cβ-Cγ-Cδ, etcètera.
Els angles díedre de les cadenes laterals tendeixen a agrupar-se prop de 180°, 60°, i -60°, que s'anomenen les conformacions trans, gauche+, i gauche-. L'elecció d'angles díedre de les cadenes laterals està afectada pels díedres de la cadena principal i de les cadenes laterals veïnes; per exemple, la conformació gauche+ rarament va seguida per la conformació gauche+ (i viceversa) a causa de l'augment de la probabilitat de col·lisions atòmiques.
Els angles díedre també s'han definit per la IUPAC per a altres molècules, com els àcids nucleics (àcid desoxiribonucleic i àcid ribonucleic) i per polisacàrids.

## Pseudocodi
El pseudocodi següent calcula l'angle díedre de dos plans cada un definit per 3 punts, tals que el pla {\displaystyle A} està definit pels punts {\displaystyle A_{1}} a través de {\displaystyle A_{3}}, i al pla {\displaystyle B} està definit pels punts {\displaystyle B_{1}} a través de {\displaystyle B_{3}}:
```
funció CalculaAngleDiedre(

  

    

      

        
A

      

    

    
{\displaystyle A}

  

, 

  

    

      

        
B

      

    

    
{\displaystyle B}

  

)

  

    

      

        

          
V

          

            
a

          

        

        
=

      

    

    
{\displaystyle V_{a}=}

  

 un vector aleatori

  

    

      

        

          
V

          

            
b

          

        

        
=

      

    

    
{\displaystyle V_{b}=}

  

 copia de(

  

    

      

        

          
V

          

            
a

          

        

      

    

    
{\displaystyle V_{a}}

  

)
for 

  

    

      

        
i

        
=

        
2

      

    

    
{\displaystyle i=2}

  

 to 

  

    

      

        
3

      

    

    
{\displaystyle 3}

  

  

    

      

        

          
V

          

            
a

          

        

        
=

        

          
V

          

            
a

          

        

        
−

        

          

            

              

                
V

                

                  
a

                

              

              
⋅

              
(

              

                
A

                

                  
i

                

              

              
−

              

                
A

                

                  
1

                

              

              
)

            

            

              

                
|

              

              
(

              

                
A

                

                  
i

                

              

              
−

              

                
A

                

                  
1

                

              

              
)

              

                

                  
|

                

                

                  
2

                

              

            

          

        

        
(

        

          
A

          

            
i

          

        

        
−

        

          
A

          

            
1

          

        

        
)

      

    

    
{\displaystyle V_{a}=V_{a}-{\frac {V_{a}\centerdot (A_{i}-A_{1})}{|(A_{i}-A_{1})|^{2}}}(A_{i}-A_{1})}

  

  

    

      

        

          
V

          

            
a

          

        

        
=

        

          
V

          

            
a

          

        

        
−

        

          

            

              

                
V

                

                  
a

                

              

              
⋅

              
(

              

                
A

                

                  
i

                

              

              
−

              

                
A

                

                  
1

                

              

              
)

            

            

              

                
|

              

              
(

              

                
A

                

                  
i

                

              

              
−

              

                
A

                

                  
1

                

              

              
)

              

                

                  
|

                

                

                  
2

                

              

            

          

        

        
(

        

          
A

          

            
i

          

        

        
−

        

          
A

          

            
1

          

        

        
)

      

    

    
{\displaystyle V_{a}=V_{a}-{\frac {V_{a}\centerdot (A_{i}-A_{1})}{|(A_{i}-A_{1})|^{2}}}(A_{i}-A_{1})}

  

  

    

      

        

          
V

          

            
b

          

        

        
=

        

          
V

          

            
b

          

        

        
−

        

          

            

              

                
V

                

                  
b

                

              

              
⋅

              
(

              

                
B

                

                  
i

                

              

              
−

              

                
B

                

                  
1

                

              

              
)

            

            

              

                
|

              

              
(

              

                
B

                

                  
i

                

              

              
−

              

                
B

                

                  
1

                

              

              
)

              

                

                  
|

                

                

                  
2

                

              

            

          

        

        
(

        

          
B

          

            
i

          

        

        
−

        

          
B

          

            
1

          

        

        
)

      

    

    
{\displaystyle V_{b}=V_{b}-{\frac {V_{b}\centerdot (B_{i}-B_{1})}{|(B_{i}-B_{1})|^{2}}}(B_{i}-B_{1})}

  

return arccos

  

    

      

        

          
(

          

            

              

                

                  
|

                

                

                  
V

                  

                    
a

                  

                

                
⋅

                

                  
V

                  

                    
b

                  

                

                

                  
|

                

              

              

                

                  
|

                

                

                  
V

                  

                    
a

                  

                

                

                  
|

                

                

                  
|

                

                

                  
V

                  

                    
b

                  

                

                

                  
|

                

              

            

          

          
)

        

      

    

    
{\displaystyle \left({\frac {|V_{a}\centerdot V_{b}|}{|V_{a}||V_{b}|}}\right)}

  

```

Aquest codi es pot generalitzar fàcilment perquè operi sobre hiperplans de codimensió 1 canviant {\displaystyle 3} per {\displaystyle n}, on {\displaystyle n} és el nombre de punts que defineixen cada hiperplà. Tot excepte l'última línia d'aquest pseudocodi fa servir el procés de Gram-Schmidt per calcular {\displaystyle V_{a}} i {\displaystyle V_{b}}, que són vectors normals als plans {\displaystyle A} i {\displaystyle B} respectivament. L'última línia calcula l'angle entre {\displaystyle V_{a}} i {\displaystyle V_{b}}.
Alternativament, s'observa que {\displaystyle \scriptstyle U_{A}=(A_{2}-A_{1})\times (A_{3}-A_{1})} (resp. {\displaystyle \scriptstyle U_{B}=(B_{2}-B_{1})\times (B_{3}-B_{1})}) és ortogonal al pla {\displaystyle A_{1}}, {\displaystyle A_{2}}, {\displaystyle A_{3}} (resp. {\displaystyle B_{1}}, {\displaystyle B_{2}}, {\displaystyle B_{3}}), de manera que l'angle entre aquests dos vectors no és més que l'angle entre els dos plans. Es pot calcular amb {\displaystyle \scriptstyle \arccos \left({\frac {|U_{a}\centerdot U_{b}|}{|U_{a}||u_{b}|}}\right)} o {\displaystyle \scriptstyle \arcsin \left({\frac {|U_{a}\times U_{b}|}{|U_{a}||u_{b}|}}\right)}.